# Marián Had
Pour les articles homonymes, voir Had.
Marián Had,  né le 16 septembre 1982 en Slovaquie, est un footballeur international slovaque.
Il occupe habituellement le poste d'arrière-gauche. 

## Carrière
| Période                | Club                    | Pays               |
| ---------------------- | ----------------------- | ------------------ |
| 2001 - janvier 2005    | MFK Ružomberok          | Slovaquie          |
| jan. 2005 - déc. 2005  | 1.FC Brno               | République tchèque |
| jan. 2006 - 2007       | Lokomotiv Moscou        | Russie             |
| 2007 - fév 2008        | (prêt) Sporting CP      | Portugal           |
| fév. 2008 - 2008       | Lokomotiv Moscou        | Russie             |
| 2008 - 2009            | (prêt) AC Sparta Prague | République tchèque |
| jan. 2010 - 2012       | Slovan Bratislava       | Slovaquie          |
| fév. 2013 - sep. 2014  | Győri ETO FC            | Hongrie            |
| jan. 2015 - juil. 2016 | Dukla Banská Bystrica   | Slovaquie          |
| jan. à juil. 2017      | FC Petržalka            | Slovaquie          |
| juil. 2017 - jan. 2018 | ASK Kottingbrunn        | Autriche           |

## Palmarès
| Année | Titre                                  | Club             | Pays     |
| ----- | -------------------------------------- | ---------------- | -------- |
| 2007  | Vainqueur de la Coupe de Russie        | Lokomotiv Moscou | Russie   |
| 2007  | Vainqueur de la Supercoupe du Portugal | Sporting CP      | Portugal |
| 2013  | Vainqueur du Championnat de Hongrie    | Győri ETO FC     | Hongrie  |